# Fliegerhorst Goslar

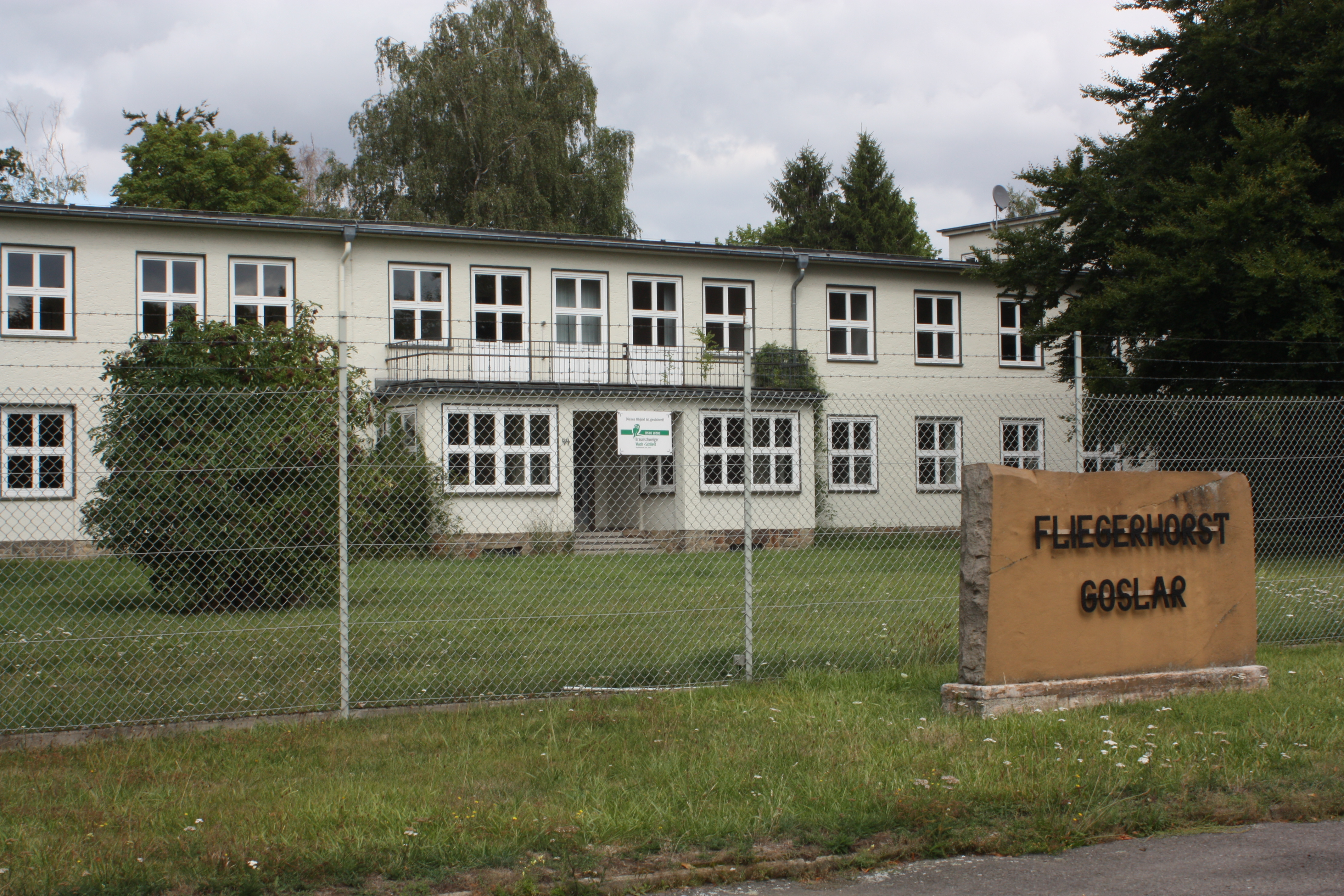
Flugleitung

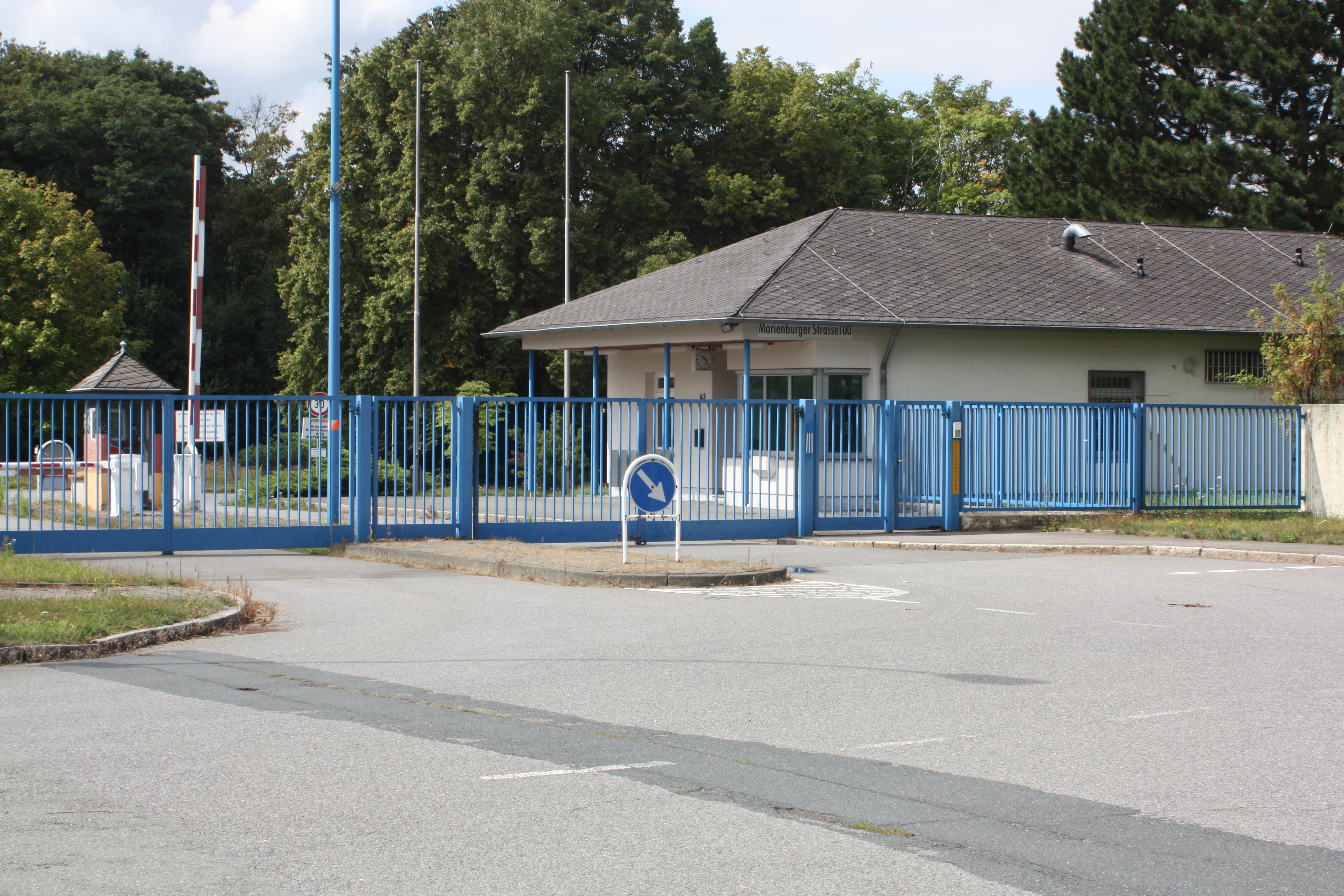
Hauptwache

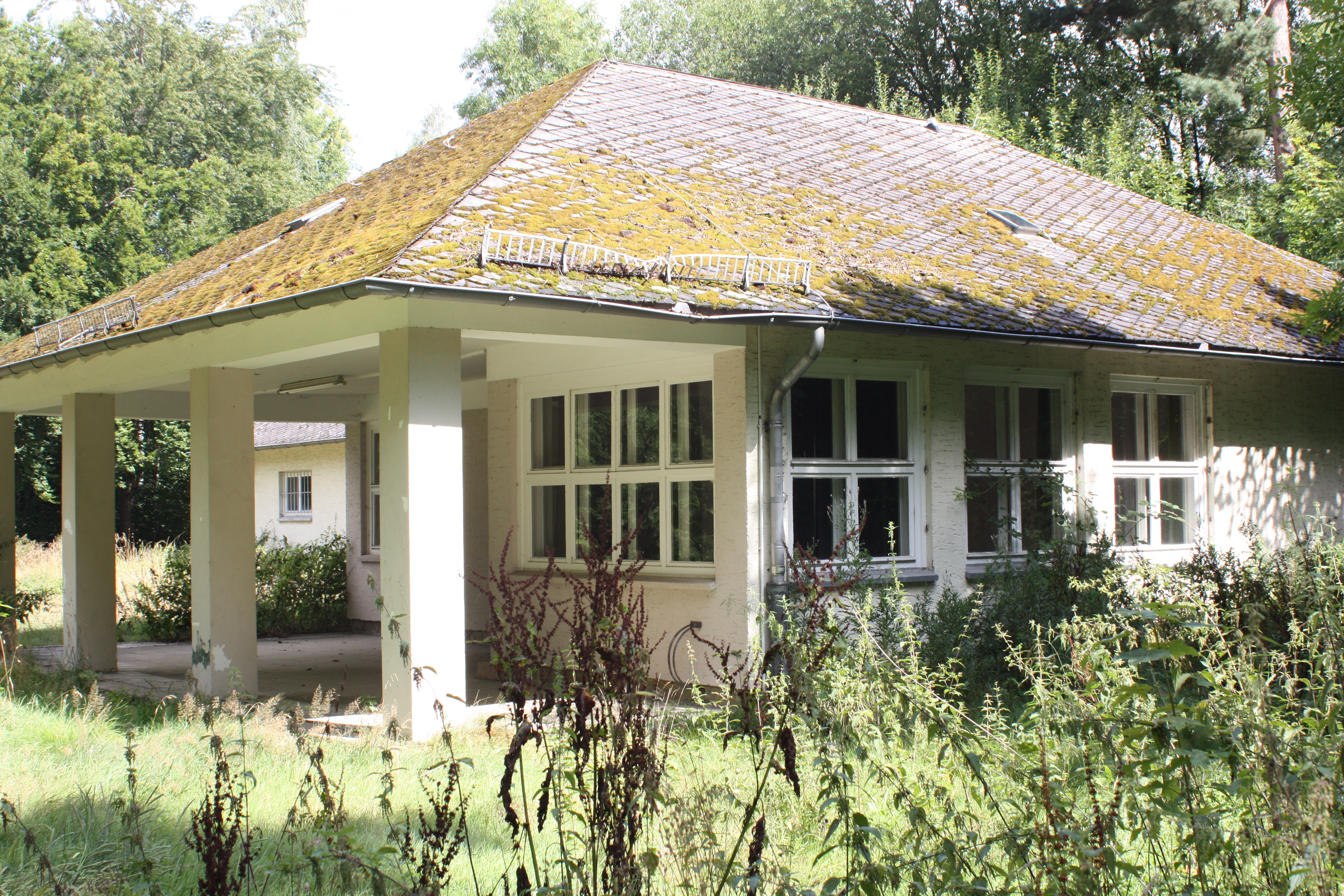
Alte Wache

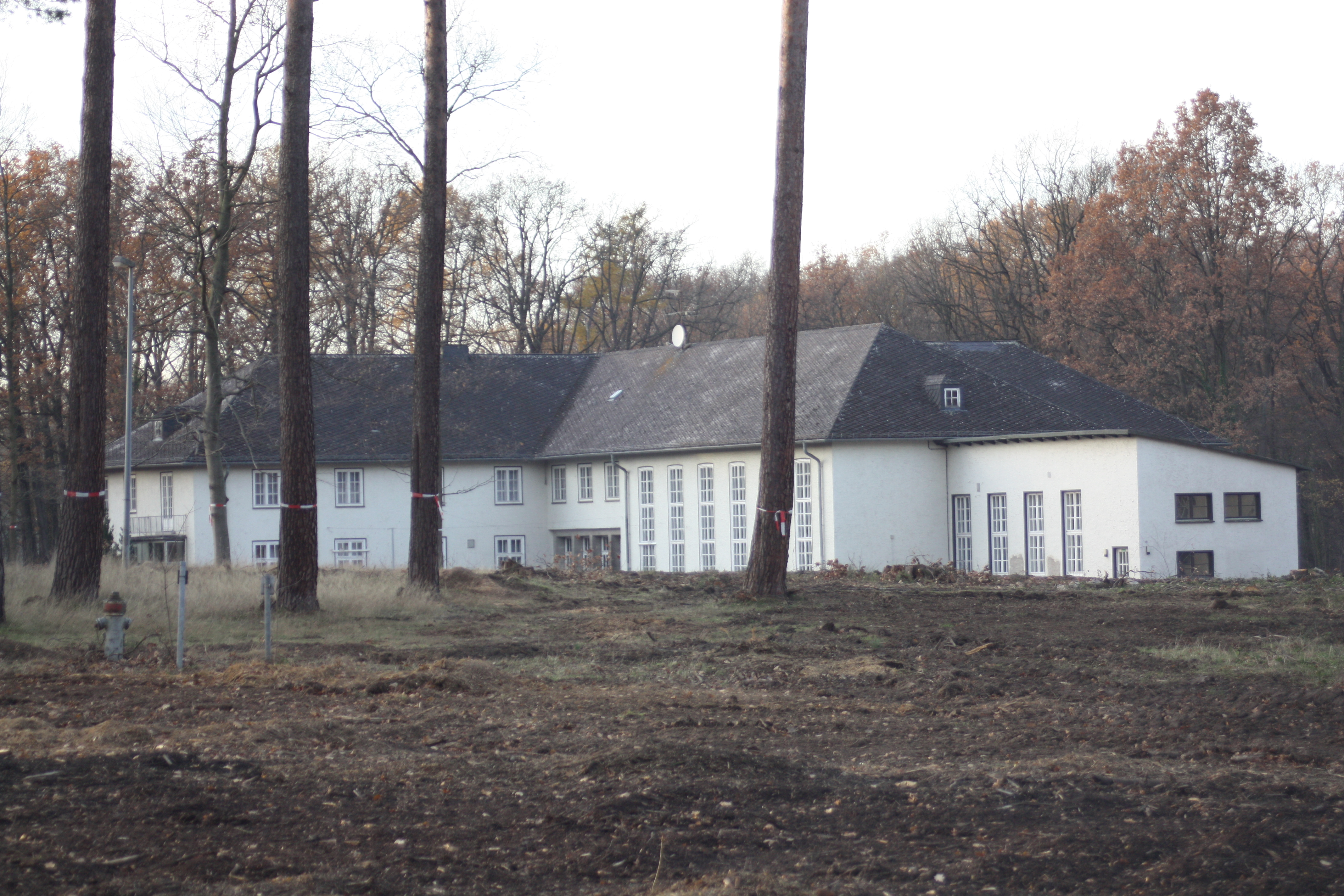
Kasino vor dem Abriss

Das Gelände des zivilen Flughafens und späteren Fliegerhorstes Goslar liegt am nördlichen Stadtrand der niedersächsischen Stadt Goslar.

## Geschichte

### Zivile Nutzung (1925–1937)
1925 begannen die ersten Schritte zur Suche eines geeigneten Geländes für einen neu zu errichtenden Flugplatz in der Umgebung der Stadt Goslar. Die Anlage sollte den Ort an das wachsende zivile deutsche Luftverkehrsnetz anschließen. Im Oktober 1926 gab es auf der Fläche erste Flugbewegungen. Die offizielle Eröffnung des „Goslarer Flughafens“ fand am 19. Juni 1927 statt. Das Flugverkehrsaufkommen stieg auf über 200 Landungen im 1. Halbjahr 1931. Der Flughafen diente als kleiner regionaler Verkehrsflughafen und als Notlandeplatz für internationale Strecken, wie Berlin-Köln-Paris. 1932 erfolgte die Inbetriebnahme der ersten Flugzeughalle.

### Militärische Nutzung (1937–1945)
Der zunächst wegen der Bestimmungen des Versailler Vertrages getarnte Aufbau der Luftwaffe begann ab Januar 1933. Die nach außen hin zivil erscheinende Tarnorganisation „Deutsche Luftfahrt- und Handels AG Berlin“ (DELHAG) schloss mit der Stadt Goslar einen Vertrag zur Erweiterung des Flugplatzes. Für den Flughafen Goslar begann damit die Zeit einer zunehmend eingeschränkten zivilen Nutzung, die mit dem Jahr 1936 praktisch ihr Ende fand. In der Zeit von 1934 bis 1937 entstanden insgesamt 95 Gebäude auf dem Fliegerhorstgelände; darunter Unterkunftsgebäude, Offizierswohnungen, Kommandantur mit Verwaltungs- und Wirtschaftsgebäuden sowie technische Gebäude und Anlagen wie Werft, Flugzeughallen, Motorenprüfstände, Werkstätten und Tankanlagen. Auf den umliegenden Bergen des Nordharzes entstanden rote Hindernisfeuer.
Mit dem Jahr 1937 zogen die ersten Luftwaffensoldaten der Aufklärungsgruppe 27 auf dem Flughafengelände ein.
Bis zum Ende des Zweiten Weltkriegs in Europa 1945 war der nunmehr als Fliegerhorst bezeichnete Goslarer Standort mit verschiedenen auch wechselnden Einheiten belegt. Dazu gehörten u. a.:
- Aufklärungseinheiten (darunter Aufklärungsgruppen F 27, F 122),
- Lufttransporteinheiten (darunter Luftlandegeschwader 1, Transportgeschwader 3),
- Luftlandeeinheiten (Teile des Fallschirmjägerregiment 3 der 1. Fallschirmjäger-Division),
- die Wettererkundungsstaffel (Westa) 26,
- zeitweise Teile des Jagdgeschwaders (JG) 27
- und gegen Ende des Krieges die italienischen Transportgruppen „Terraciano“ und „Trabuchi“.

Auf dem Fliegerhorst waren u. a. folgende Flugzeugtypen stationiert: Messerschmitt Bf 110, Junkers Ju 52, Heinkel He 111, Lastensegler DFS 230, Henschel Hs 126 und Avia B.534, Dornier Do 17, Heinkel He 177, He 45, He 46 und He 70 sowie italienische Savoia-Marchetti SM.81 und SM.82 und gegen Kriegsende als Ausweichflugplatz auch Messerschmitt Bf 109.
Am 24. August 1944 erfolgte der schwerste Luftangriff auf den Fliegerhorst durch 37 Bomber der 8. US-Luftflotte mit 228 konventionellen Bomben und 140 Brandbomben, die Schäden an Hallen und auf dem Rollfeld verursachten.

### Zivile und militärische Nutzung (nach 1945)
Mit der Übergabe der Stadt Goslar im April 1945 wurde das Gelände des Fliegerhorstes zunächst von amerikanischen Truppen, später britischen Einheiten besetzt. 1948 setzte sich die Stadt Goslar erfolgreich für eine Bebauung des Rollfeldes mit Wohngebäuden statt einer totalen Schleifung des Geländes ein. In der Folge entstand der heutige Goslarer Stadtteil Jürgenohl.
Ab 1958 wurden die Unterkunftsgebäude und Hallen des ehemaligen Fliegerhorstes wieder durch Luftwaffeneinheiten der Bundeswehr belegt. Es handelte sich im Wesentlichen um Luftwaffenausbildungseinheiten (Luftwaffenausbildungsregiment 3 (LAR 3), später auch LAR 5 bzw. 1). Später kamen Luftraumbeobachtungsabteilungen bzw. Einheiten des Fernmelderegimentes 33 hinzu. Eine Nutzung für Luftfahrtzwecke ist seit der zivilen Bebauung des Rollfeldes nicht mehr möglich. Dennoch behielt der Standort bis heute seinen Namen Fliegerhorst.
Zwischen 1967 und 1993 wurde eine Fernmeldeeinheit der französischen Luftwaffe am Standort stationiert (Detachement Electronique 33, später Escadron Electronique Sol 33/351), die u. a. den sog. Schalker Horchposten und zeitweise am Fliegerhorst einen Luftaufklärungshubschrauber vom Typ Aérospatiale SA 330 Puma betrieb. 1983 feierte der Bundeswehrstandort Goslar sein 25-jähriges Bestehen.
Im Zuge der Umstrukturierung und Truppenstärkereduzierung der Bundeswehr erfolgte der Beschluss zur Schließung des Standortes, die mehrfach aufgeschoben wurde. Das letzte Ausbildungsbataillon wurde am 24. November 2009 im Rahmen eines feierlichen Gelöbnisses mit Wirkung zum 31. Dezember 2009 außer Dienst gestellt. Im Anschluss an das feierliche Gelöbnis fand noch eine Serenade statt. Bis zum 30. Juni 2010 war noch ein Nachkommando vor Ort.

## Erschließung als Wohn- und Gewerbegebiet

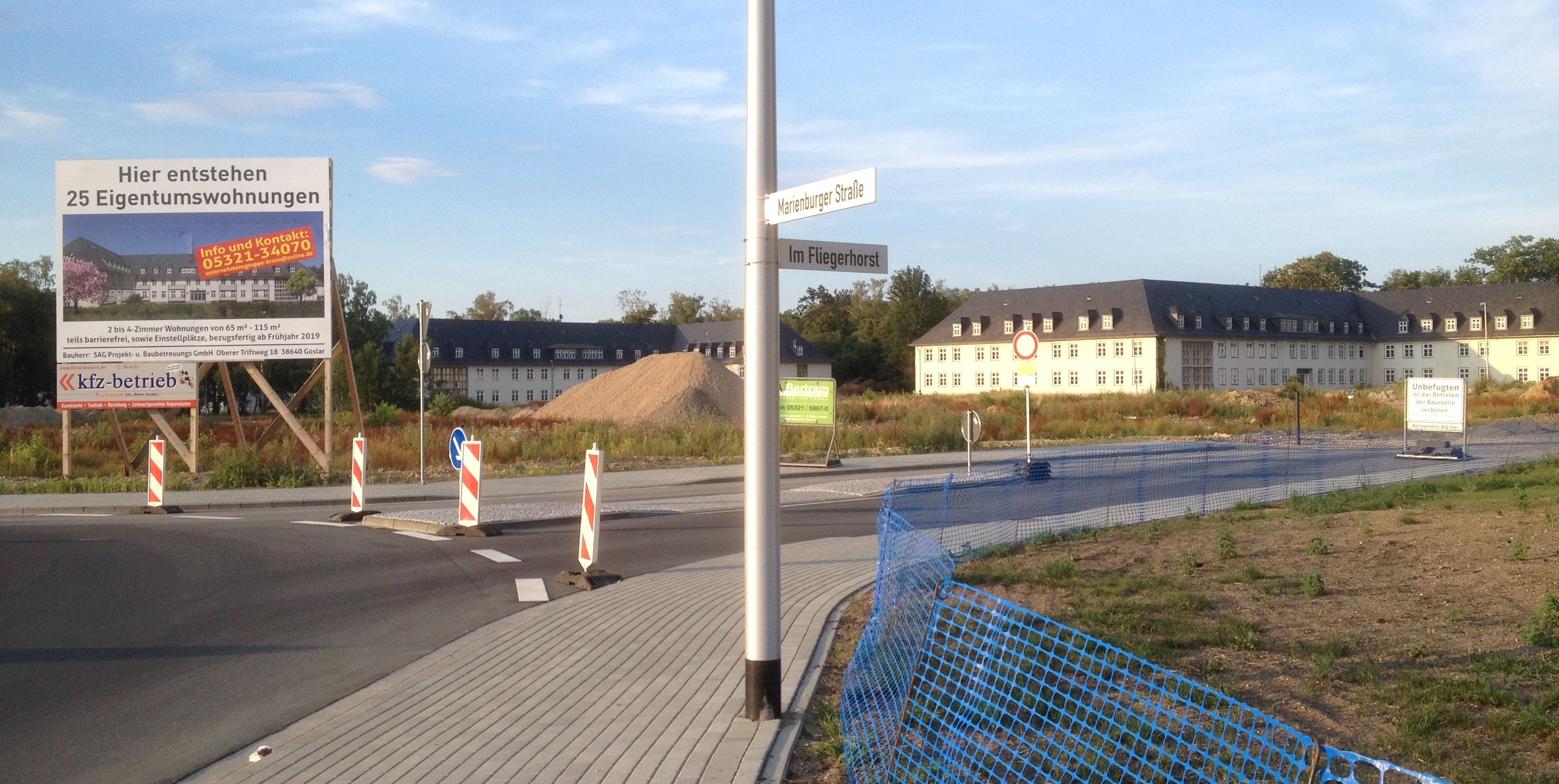
Blick vom zentralen Kreisverkehr zum Mittelkamp (Juli 2018)

Im Laufe des Jahres 2016 wurde das Fliegerhorstgelände in Teilen an die Klosterkammer Hannover und die Investorengruppe BLB Projekt- und Baubetreuungs-GmbH verkauft. Hieraus erwuchs die Siedlung Fliegerhorst.